# Fibroblastgroeifactor

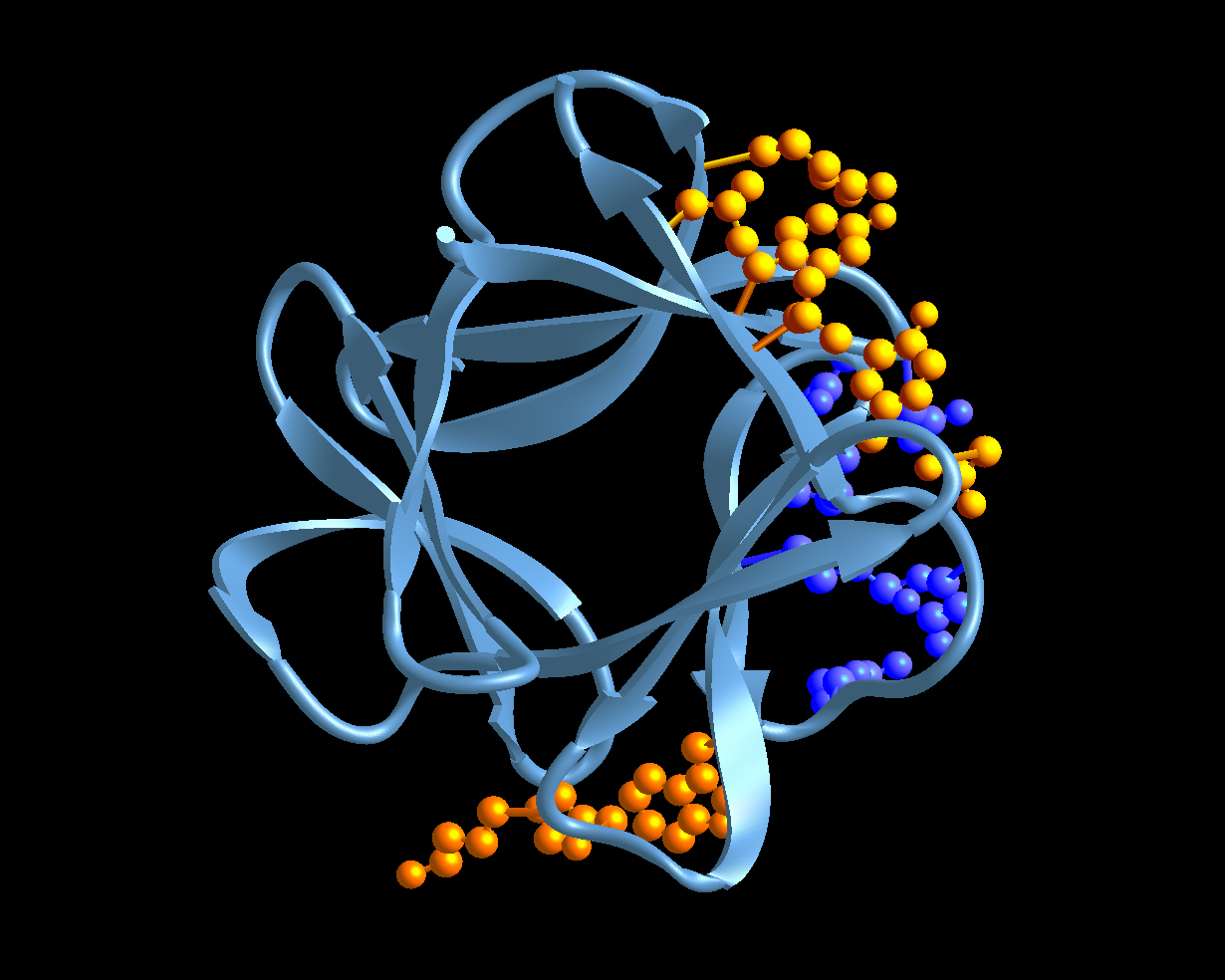
Structuurmodel (vereenvoudigde weegave) van het FGF-1-molecuul. Receptorbinding (geel), heparine-binding (blauw).

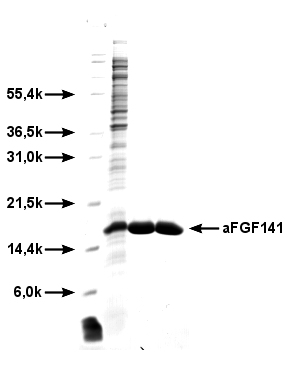
Opzuivering van FGF-1 met behulp van SDS-polyacryamidegelelektroforese

Fibroblastgroeifactoren (FGF) zijn een familie van celsignaleringseiwitten geproduceerd door macrofagen. Ze zijn betrokken bij een grote verscheidenheid aan processen, met name als onmisbare elementen voor de normale ontwikkeling van dierlijke cellen. Eventuele onregelmatigheden in hun functie leiden tot een reeks ontwikkelingsstoornissen. Deze groeifactoren werken doorgaans als systemische of lokaal circulerende moleculen van extracellulaire oorsprong die receptoren op het celoppervlak activeren. Een bepalende eigenschap van FGF's is dat ze binden aan heparine en aan heparinesulfaat. Sommige worden zo opgesloten in de extracellulaire matrix van weefsels die heparinesulfaatproteoglycaanen bevatten en worden lokaal vrijgegeven na verwonding of bij het omvormen van een weefsel.
FGF-moleculen binden zich aan hun specifieke receptoren (FGFR = FGF-receptor) op het celoppervlak. FGFR's zijn receptortyrosinekinasen die - na binding aan het ligand FGF - worden geactiveerd door autofosforylering en een intracellulaire signaalcascade initiëren met daaropvolgende genactivatie. FGFR's bestaan uit een extracellulair gebied dat drie immunoglobuline-achtige (IG-achtige) eiwitdomeinen (D1-D3), een enkele transmembraanhelix en een intracellulair eiwitdomein met tyrosinekinase-activiteit bevat.
Een bijzonder kenmerk van het werkingsmechanisme van FGF's is dat het aanzienlijk wordt versterkt door de bijzonder hoge affiniteit van FGF's voor proteoglycanen, heparansulfaten en heparine (glycosaminoglycaan). Daarom werden de groeifactoren van de FGF-familie voorheen ook heparine-bindende groeifactoren (HBGF's) genoemd.
FGF's worden fysiologisch actief uitgescheiden bij alle vormen van weefselschade, maar vooral bij hypoxie en ischemie (upregulatie).

## Families
Bij de mensen zijn 23 leden van de FGF-familie geïdentificeerd, die allemaal ‘structureel’ verwante signaalmoleculen zijn:
- De leden FGF1 tot en met FGF10 binden allemaal fibroblastgroeifactorreceptoren (FGFRs). FGF1 is ook bekend als zure fibroblastgroeifactor en FGF2 is ook bekend als basische fibroblastgroeifactor
- De leden FGF11, FGF12, FGF13 en FGF14 zijn ook bekend als FGF-homologe factoren 1-4 (FHF1-FHF4). Er is aangetoond dat ze verschillende functies hebben in vergelijking met de FGF's. Hoewel deze factoren opmerkelijk vergelijkbare sequentiehomologie bezitten, binden ze niet aan FGFR's en zijn ze betrokken bij intracellulaire processen die geen verband houden met de FGF's.[4] Deze groep is ook bekend als "iFGF".[5]
- Humaan FGF18 is betrokken bij de celontwikkeling en morfogenese in verschillende weefsels, waaronder kraakbeen.[6]
- Humaan FGF20 werd geïdentificeerd op basis van zijn homologie met Xenopus FGF-20(XFGF-20).[7][8]
- FGF15 tot en met FGF23 werden later beschreven en de functies worden nog steeds gekarakteriseerd. FGF15 is de muizenhomoloog van het humane FGF19 (er bestaat geen humaan FGF15) en waar hun functies worden gedeeld, worden ze vaak beschreven als FGF15/19.[9] In tegenstelling tot de lokale activiteit van de andere FGF's hebben FGF15/19, FGF21 en FGF23 hormonale systemische effecten.[9][10]

Alternatieve mRNA-splitsing geeft aanleiding tot 'b'- en 'c'-varianten van FGFR's 1, 2 en 3. Via dit mechanisme kunnen zeven verschillende signalerende FGFR-subtypen op het celoppervlak tot expressie worden gebracht. Elke FGFR bindt aan een specifieke subset van de FGF's. Op dezelfde manier kunnen de meeste FGF's binden aan verschillende FGFR-subtypen. FGF1 wordt ook wel het 'universele ligand' genoemd, omdat het in staat is alle zeven verschillende FGFR's te activeren. FGF7 (keratinocytgroeifactor, KGF) bindt daarentegen alleen aan FGFR2b (KGFR).
Aangenomen wordt dat het signaalcomplex op het celoppervlak een tertiair complex is, gevormd tussen twee identieke FGF-liganden, twee identieke FGFR-subeenheden en één of twee heparansulfaatketens.

## Geschiedenis
Een mitogene groeifactoractiviteit werd in 1973 door Armelin gevonden in hypofyse-extracten en verder werk van Gospodarowicz, gepubliceerd in 1974, beschreef een meer gedefinieerde isolatie van eiwitten uit een extract van koeienhersenen die, wanneer getest in een bioassay die de proliferatie van fibroblasten veroorzaakte, bracht deze onderzoekers ertoe de naam "fibroblastgroeifactor" te gebruiken. In 1975 fractioneerden ze het extract verder met behulp van een zure en basische pH en isoleerden ze twee enigszins verschillende vormen die "zure fibroblastgroeifactor" (FGF1) en "basische fibroblastgroeifactor" werden genoemd (FGF2). Deze eiwitten hadden een hoge mate van sequentiehomologie tussen hun aminozuurketens, maar er werd vastgesteld dat het verschillende eiwitten waren.
Niet lang nadat FGF1 en FGF2 waren geïsoleerd, isoleerde een andere groep onderzoekers een paar heparinebindende groeifactoren die zij HBGF-1 en HBGF-2 noemden, terwijl een derde groep een paar groeifactoren isoleerde die proliferatie van cellen veroorzaakten in een bioassay met endotheelcellen van bloedvaten, die ze ECGF1 en ECGF2 noemden. Uiteindelijk werd aangetoond dat deze onafhankelijk van elkaar ontdekte eiwitten dezelfde reeks moleculen waren, namelijk FGF1, HBGF-1 en ECGF-1 waren allemaal dezelfde zure fibroblastgroeifactor beschreven door Gospodarowicz, et al., terwijl FGF2, HBGF-2 en ECGF-2 allemaal dezelfde fundamentele fibroblastgroeifactor waren.

## Structuur
De kristalstructuren van FGF1 zijn opgelost en blijken verband te houden met interleukine 1-bèta. Beide families hebben dezelfde bèta-klaverbladvouwing bestaande uit een 12-strengige bèta-sheet structuur, waarbij de bèta-sheets zijn gerangschikt in 3 soortgelijke lobben rond een centrale as, waarbij 6 strengen een anti-parallelle bèta-barrel vormen. Over het algemeen zijn de bèta-sheets goed geconserveerd gebleven en liggen de kristalstructuren in deze gebieden over elkaar heen. De tussenliggende lussen zijn minder goed geconserveerd - de lus tussen bèta-sheetsstrengen 6 en 7 is iets langer in interleukine-1 bèta.

## Functies en medische betekenis
De verschillende FGF-typen hebben intense mitogene activiteiten en zijn van groot belang voor orgaandifferentiatie en -ontwikkeling in de embryonale periode. Ze reguleren celproliferatie, migratie en differentiatie. Reguliere cel- en weefseldifferentiatie is niet mogelijk zonder FGF’s. In volwassen weefsels en organen hebben FGF's - vooral FGF-1 - een extreem intensieve activiteit bij het induceren van angiogenese. Deze eigenschap van FGF's heeft onlangs de belangstelling gewekt van medisch onderzoek, omdat angiogenese kan worden gebruikt als een therapeutisch principe bij die ziekten en aandoeningen waarbij er sprake is van een stoornis van de arteriële bloedstroom (arteriosclerose), b.v. coronaire hartziekte (CHD) en perifere arteriële ziekte (PAD).   Hypoxie en ischemie veroorzaken de uitscheiding van FGF-1 en FGF-2, wat resulteert in een up-regulatie van FGF-receptoren in het weefsel. De inductie van angiogenese veroorzaakt door de binding van FGF en FGFR kan worden begrepen in de zin van een herstelproces dat de bloedcirculatie verbetert. Klinische onderzoeken met patiënten die lijden aan ernstige coronaire hartziekte hebben door FGF-1 geïnduceerde nieuwe bloedvaten in de menselijke hartspier aangetoond, evenals een lokale toename van de bloedstroom met een vermindering van de symptomen van angina pectoris.   Zelfs bij stoornissen bij de wondgenezing, b.v. bij diabeteszweren bevorderen FGF's, vooral FGF-1, de wondgenezing. Dierproeven hebben zelfs aangetoond dat FGF-1 de omvang van een beroerte aanzienlijk vermindert.
|  |  |

Vanwege de brede mitogene activiteit van FGF's worden ze in het huidige klinische onderzoek ook onderzocht op hun positieve effect op osteoporose (activering van osteoblasten door FGF-1) en op hun herstelpotentieel voor kraakbeenschade (artrose). FGF-1 en (in mindere mate) FGF-2 kunnen mogelijk ook zogenaamde cardiale voorlopercellen stimuleren in de zin van rijping van deze lokale, in het myocard aanwezige, hartspiervoorlopercellen tot volwassen hartspiercellen. Ten slotte ligt een ander klinisch potentieel van FGF-1 in zijn vermogen om zenuwcellen te regenereren.
Omdat FGF's ook in verhoogde concentraties in veel tumoren voorkomen en betrokken zijn bij tumorangiogenese, is onderzoek naar anti-angiogene tumortherapie. ook gericht op het remmen van de angiogene activiteit van FGF's.